# Cvetaš
Cvetaš je priimek v Sloveniji, ki ga je po podatkih Statističnega urada Republike Slovenije na dan 1. januarja 2010 uporabljalo 9 oseb in je med vsemi priimki po pogostosti uporabe uvrščen na 19.620. mesto.

## Znani nosilci priimka
- Franc Cvetaš (*1930), inženir strojništva